# Festival Chouftouhonna
Le festival Chouftouhonna est un festival pluridisciplinaire dédié aux femmes artistes, organisé en Tunisie chaque année par l'association féministe Chouf.

## Festival féministe
Le festival Chouftouhonna et l'association Chouf (ou Chouf Minorities) ont pour objectif d'agir pour les droits individuels, corporels et sexuels des femmes,. L'association est une organisation féministe autogérée créée en 2015 et qui se définit comme un « collectif d'activistes audiovisuelles » qui utilise les arts pour offrir aux femmes tunisiennes un espace de parole. Dès 2015, année de sa création, l'association organise en Tunisie (qui accueille également le Forum social mondial) la première édition du festival, invitant les personnes s'identifiant comme femmes à s'exprimer par la création artistique, pour remettre en question le concept du genre.

## Rencontre pluridisciplinaire
Le festival est construit pour offrir un espace d'expression artistique aux femmes et revendiquer leurs droits. Il propose une programmation pluridisciplinaire : arts graphiques, arts plastiques, photographie, cinéma, danse, théâtre, musique, performances et lectures,. Chouftouhonna devient ainsi une plateforme artistique et un lieu d'échange et de rencontres pour les femmes artistes.

## Éditions
- La première édition a lieu le 17 mai 2015[6].
- La seconde édition a lieu du 13 au 15 mai 2016 à l'espace Mad'art, à Carthage[7].
- La troisième édition a lieu du 7 au 10 septembre 2017 au Théâtre national tunisien, place Halfaouine, dans la médina de Tunis. L'association annonce la venue de 256 participantes, venues de 55 pays différents[8].
- La quatrième édition a lieu du 6 au 9 septembre 2018, à nouveau au Théâtre national tunisien. Elle réunit plus de 150 artistes[4].